# Yvette Sauvage
Yvette Sauvage, née le 24 novembre 1947 à Hénin-Liétard, est une metteur en scène française, également dramaturge, actrice et auteure de nouvelles.

## Biographie
Après deux années de cours d’art dramatique aux Cours Simon, concrétisé par le Prix du Jury au concours de fin de cycle présidé par Claude Chabrol et Georges Conchon, Yvette Sauvage-Lelong intègre directement une troupe professionnelle, la Coopérative Théâtrale au théâtre Daniel Sorano de Vincennes. Nommée Assistante Départementale de Jeunesse et d’Education Populaire (spécialisée en théâtre et photographie) elle est la cofondatrice du Théâtre de l'Ephémère ; elle y sera tour à tour comédienne, metteur en scène et chanteuse (sortie d’un 33 Tour comme coauteur et compositeur de Chansons à Voir). Intégrant la Fonction Publique Territoriale, elle intervient auprès de différents publics : personnes retraitées, jeunes adultes et enfants. Elle crée la Compagnie du Val qui rit dont elle assurera la mise en scène et, pour deux spectacles, l’écriture (L'Alouette et l'Hirondelle et Kinderlekh). Ces pièces seront présentées en partenariat avec le Centre national dramatique de la Comédie de Caen. Deux autres pièces, le divertissement forain et Si Perrault m'était conté, sont partis en tournée avec deux expériences novatrices reconnues par la DRAC : « Roulottes – Théâtre » et « Péniches – Théâtre ». Elle participe avec l’ACCAN (Atelier Cinématographique et de Création Artistique de Normandie) au tournage et à la réalisation de films pour le Conseil régional de Basse-Normandie et ARTE.
Après s'être installée en Bourgogne, elle est contactée par l’association La Mère en Gueule de Montceau-les-Mines pour mettre en scène La Grande Grève, d’après le roman de Charles Malato. Spectacle qui sera présenté trois années de suite devant plus de 3000 spectateurs. Dans le cadre d'un travail inter-générationnel, elle anime également des ateliers chant, théâtre, poésie qui ont donné lieu à des représentations et à la création de 2 CD (Histoire de pain perdu et Ti cœur brisé).
En 2006, elle met en scène un texte de Pierre Moreau, qui en est l'acteur principal, accompagné d'un pianiste-concertiste : Si loin, si près (produit par la compagnie Golmus). Après une quinzaine de représentations, ce spectacle continue à tourner.
En mai 2008, elle crée le Théâtre du Passavent à la suite de l'écriture de Bleu Horizon et de L'homme éclaté. Elle s'est déjà attelée à l'écriture et à la mise en scène d'autres pièces et passera bientôt à la réalisation cinématographique.

## Théâtre

### Metteur en scène
- 1971 : Messieurs les assassins, de Yvette Sauvage-Lelong
- 1976 : De chante-mort...à trouble-joie, écrit et mis en scène avec Guy Cavaillon
- 1979 : Pas si folles que ça les années 1900, de Yvette Sauvage-Lelong
- 1981 : Le Bistrot du Port, de Yvette Sauvage-Lelong
- 1984 : Molière, d'après plusieurs œuvres de Molière
- 1986 : Grand Boulevard, de Yvette Sauvage-Lelong
- 1990 : Le ménage de caroline, de Yvette Sauvage-Lelong d'après Michel de Ghelderode
- 1992 : Si Perrault m'était conté, de Yvette Sauvage-Lelong d'après Charles Perrault
- 1994 : L'alouette et l'hirondelle, de Yvette Sauvage-Lelong Comédie de Caen
- 1997 : Kinderlekh, de Yvette Sauvage-Lelong Comédie de Caen
- 2001 : La Grande Grève, d'après Charles Malato
- 2004 : Histoire de pain perdu, de Yvette Sauvage-Lelong
- 2005 : Ti Cœur brisé, de Yvette Sauvage-Lelong
- 2006 : Mère, le führer tuera aussi tes fils, d'après Seul dans Berlin de Hans Fallada
- 2007 : Si loin, si près, de Pierre Moreau
- 2008 : Bleu horizon, de Yvette Sauvage-Lelong
- 2008 : L'Homme éclaté, de Yvette Sauvage-Lelong
- 2008/2009 : L'aventure immobile, de Yvette Sauvage-Lelong
- 2009 : Barbe bleue, de Yvette Sauvage-Lelong d'après Charles Perrault

### Auteure
- 1971 : Messieurs les assassins
- 1976 : De chante-mort...à trouble-joie, écrit et mis en scène avec Guy Cavaillon
- 1979 : Pas si folles que ça les années 1900
- 1981 : Le Bistrot du Port
- 1986 : Grand Boulevard
- 1990 : Le ménage de caroline, d'après Michel de Ghelderode
- 1992 : Si Perrault m'était conté d'après Charles Perrault
- 1994 : L'alouette et l'hirondelle Comédie de Caen
- 1997 : Kinderlekh Comédie de Caen
- 2004 : Histoire de pain perdu
- 2005 : Ti Cœur brisé
- 2008 : Bleu horizon
- 2008 : L'Homme éclaté
- 2008/2009 : L'aventure immobile
- 2009 : Barbe bleue d'après Charles Perrault

### Comédienne
- 1966 : Les Caprices de Marianne, de Alfred de Musset
- 1967 : La Sauvage, de Jean Anouilh
- 1969 : Henry VI, de William Shakespeare adaptation collective des élèves du Cours Simon
- 1969 : Poil de carotte, d'après Jules Renard adaptation collective des élèves du Cours Simon
- 1969 : Léon Morin, prêtre, d'après le film de Jean-Pierre Melville adaptation collective des élèves du Cours Simon
- 1970 : La Fête en plein air, de Václav Havel mis en scène par Gérard Louhaut Théâtre Daniel Sorano
- 1975 : Le voyage au Brésil, de Guy Foissy, mis en scène par Gérard Dalbeigue
- 1976 : De chante-mort...à trouble-joie, écrit et mis en scène par Yvette Sauvage-Lelong et Guy Cavaillon
- 1988 : Le Cri de la langouste
- 1990 : Le ménage de caroline
- 1992 : Si Perrault m'était conté d'après Charles Perrault
- 1994 : L'alouette et l'hirondelle Comédie de Caen
- 1997 : Kinderlekh Comédie de Caen
- 2000 : Les Brigands, d'après Offenbach mis en scène par Jérôme Deschamps et Macha Makeïeff, avec la Compagnie des Deschiens